# Recurso natural renovável
São determinados elementos da natureza que serão transformados em bens para atender às necessidades das pessoas. Há recursos como a água, que apesar de muitas pessoas pensarem ser um recurso não renovável, uma vez que está a esgotar-se devido ao excessivo consumo dos seres humanos, é na verdade um recurso natural renovável, pois a água está constantemente repondo-se na natureza (ciclo da água) e os recursos hídricos são considerados recursos renováveis. Um recurso natural renovável é aquele recurso que, normalmente, não se esgota facilmente devido à rápida velocidade de renovação e capacidade de manutenção. A Energia Solar por exemplo é um recurso natural renovável.A biomassa e a energia geotérmica são exemplos de recursos naturais renováveis.A energia não renovável é aquela que está presente na natureza em quantidade limitada, ou seja, é uma energia esgotável e que não pode ser renovada caso acabe.
Não são exmplos de recursos renovaveis:
Urânio

## Exemplos de recursos naturais renováveis
A água é um dos mais conhecidos recursos naturais renováveis, encontrada em rios, mares e no dia a dia das pessoas, como na hidratação e no banho por exemplo. Muitas pessoas acham que a água é um recurso natural não renovável, por ao longo dos anos ela ter se esgotado, mas ela pode ser reposta e cuidada na natureza com diferentes táticas de utilização, como a dessalinização.

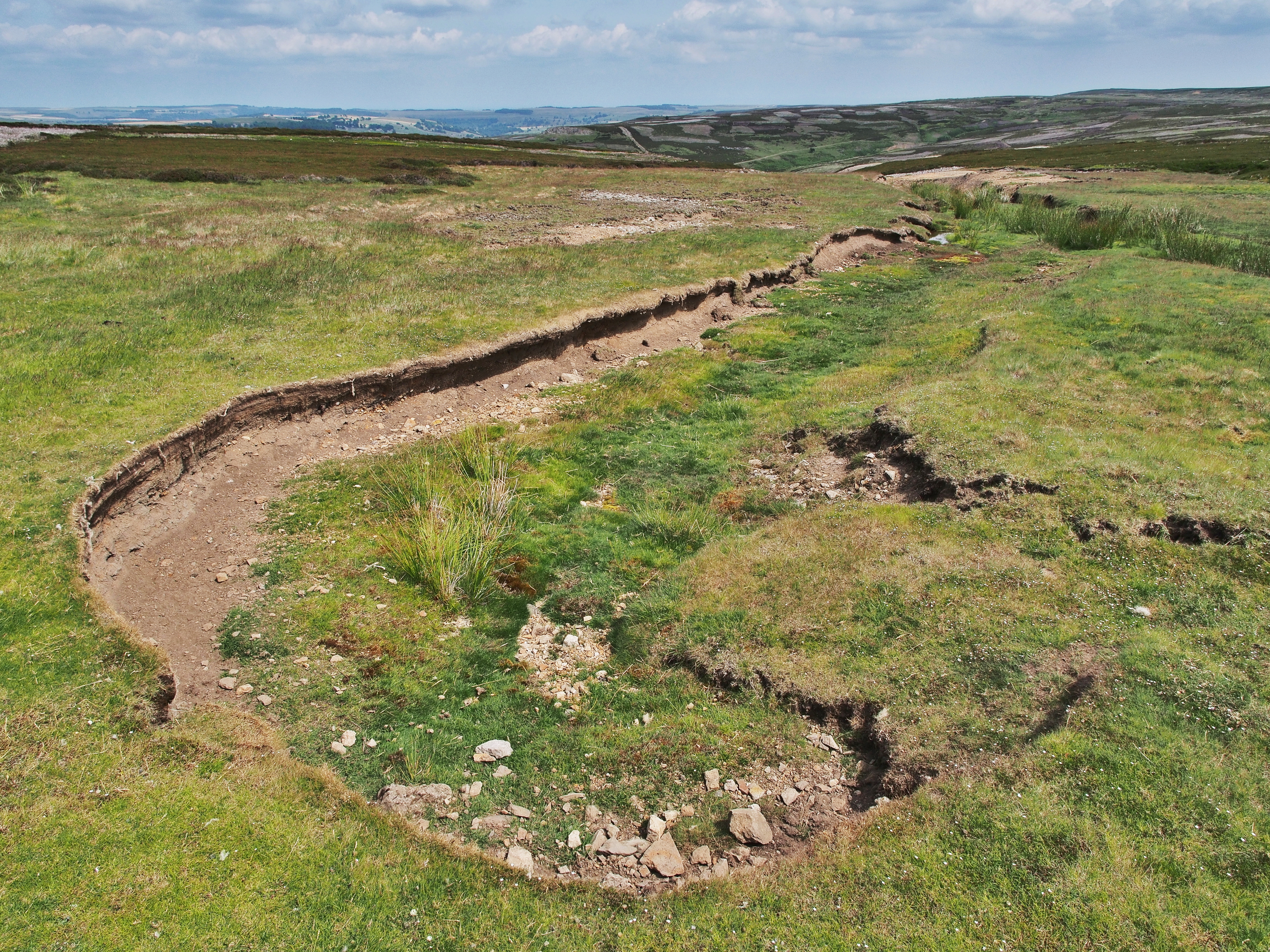
A erosão, processo que dissolve o solo, acontecendo no Yorkshire Dales, na Inglaterra.

Outro exemplo é o solo, recurso natural muito utilizado para a plantação, agricultura e a criação de animais (pecuária). O solo pode ser destruído ou prejudicado pelo Intemperismo ou pela erosão, que vem crescendo muito com  a ação humana, mas o solo pode ser reaproveitado e preservado pelas pessoas, sendo assim, um recurso renovável.

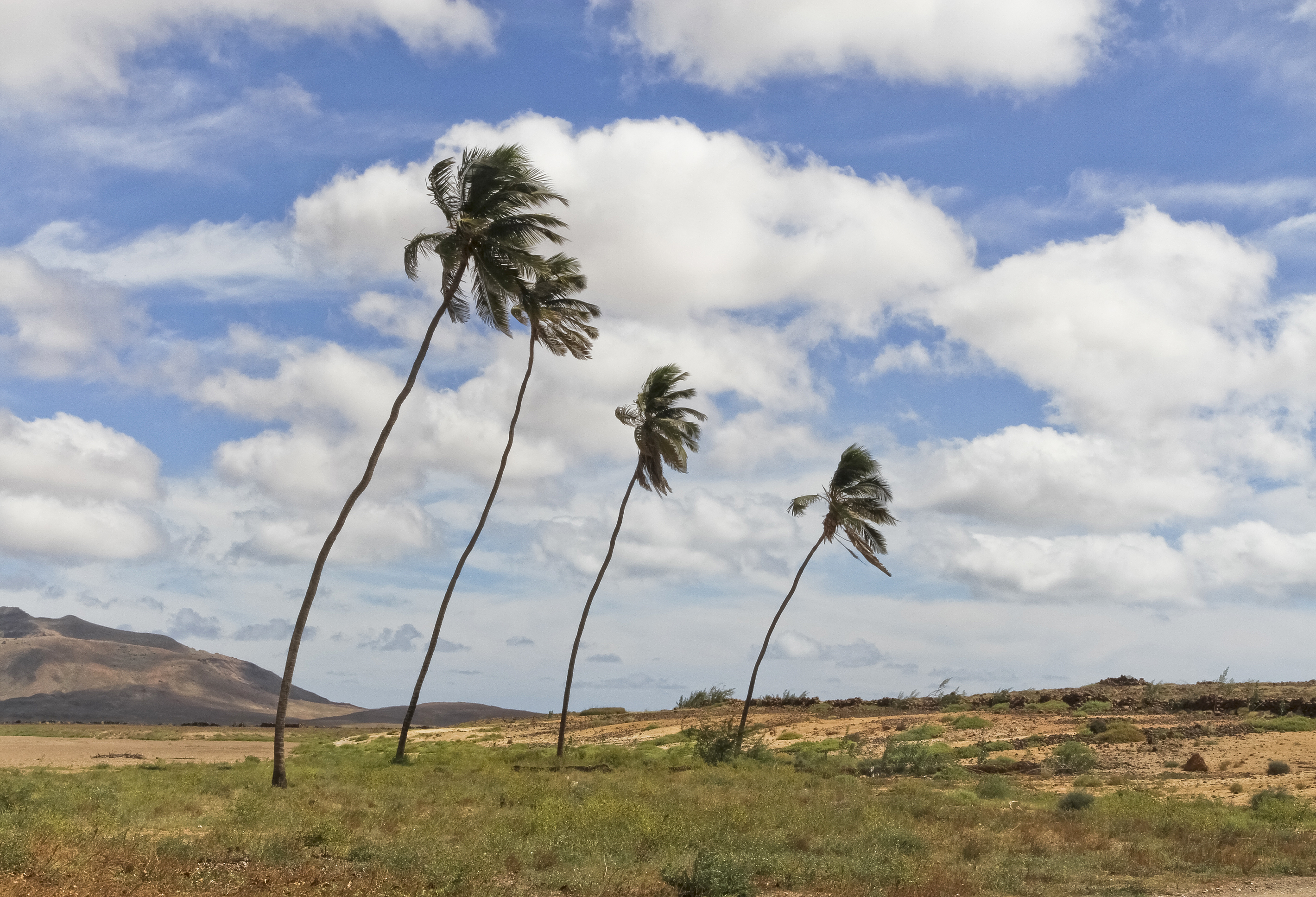
Árvores sendo atingidas pelo vento, em Boa Vista, Cabo Verde.

O vento também é um recurso natural renovável. O vento está presente em todo canto, é uma massa de ar que se movimenta por toda a Terra, o que faz ele ser um recurso inesgotável, ou seja, um recurso que  não pode acabar, infinito. A poluição do ar é algo que pode prejudicar o ar e o que vem a partir dele, como o próprio vento, mas mesmo com a poluição, a expectativa é que o vento dure pra sempre em relação a duração da Terra.
Os vegetais já utilizados na agricultura também são recursos naturais renováveis, pois podem ser repostos no solo por ações externas.

### Recursos de energia renováveis
outro exemplo de recursos renováveis são as fontes de energia renovável. São exemplos de fontes renováveis: hídrica (energia da água dos rios), solar (energia do Sol), eólica (energia do vento), biomassa (energia de matéria orgânica), geotérmica (energia do interior da Terra) e maremotriz (energia das marés e das ondas).